# Merrills Marodörer
Merrills Marodörer (engelska: Merrill's Marauders) var populärbenämningen på ett amerikanskt jägarförband som från 1942 opererade bakom den japanska fiendens linjer i Burma och Kina under andra världskriget. Förbandet leddes av dåvarande överstelöjtnant Frank Merrill och det officiella namnet var 5307th Composite Unit (Provisional).